# Paula Ackerman
Paula (Herskovitz) Ackerman (ur. 7 grudnia 1893, zm. 12 stycznia 1989) – jedna z pierwszych kobiet-rabinek w Stanach Zjednoczonych, jej działalność pomogła w otwarciu drogi do funkcji rabina innym kobietom.

## Wczesne życie i kariera
Urodziła się 7 grudnia 1893 roku w Pensacoli we Florydzie. Paula Ackerman została wychowana w pobożnej rodzinie, szanującej żydowskie wartości religijne. Jej ojciec początkowo edukację zapewnił wyłącznie synom, kiedy jednak dostrzegł w córce chęć do nauki, zatrudnił lokalnego rabina w celu udzielania korepetycji wszystkim swoim dzieciom.
W szkole średniej była bardzo dobrą uczennicą. W 1911 roku zaoferowano jej stypendium w uniwersytecie Sophie Newcomb College w Nowym Orleanie. Musiała odrzucić tę propozycję, ponieważ jej ojcu nie podobał się ten pomysł, nie chciał by jego córka studiowała medycynę. Ze względu na trudną sytuację finansową rodziny, Paula musiała zacząć pracować. Została prywatną instruktorką muzyki, a także nauczycielką matematyki i łaciny w szkole średniej. W lokalnej Temple Beth-El zaczęła prowadzić chór. Tam poznała rabina Williama Ackermana, który później został jej mężem. Kilka lat po ślubie wraz z mężem i synem wyjechała do Meridan w stanie Missisipi, gdzie mieszkała przez następne pięćdziesiąt lat. Tam, w reformowanej Temple Beth Israel, William Ackerman był rabinem. Podczas choroby lub wyjazdów męża, Paula zastępowała go, prowadziła nabożeństwa i głosiła nauki. W 1950 roku William Ackerman umarł. Po jego śmierci kongregacja wyraziła chęć, by Paula została jego następczynią.

## Liderka Kongregacji
Początkowo Paula nie była zbyt chętna do przejęcia roli po mężu. Twierdziła, że społeczność potrzebuje osoby bardziej doświadczonej, z większą wiedzą. Jednak później tę propozycję uznała za boskie wezwanie do służby. Świadoma była jak rewolucyjne są te wydarzenia, chciała je wykorzystać, by utorować drogę kolejnym Żydówkom. Jej działalność zapoczątkowała dyskusje, lecz społeczność której służyła wyraziła chęć, by dalej pełniła funkcję rabina.
Od stycznia 1951 roku do jesieni roku 1953 Paula Ackerman służyła jako duchowa przywódczyni w Temple Beth Israel, przez co stała się pierwszą kobietą, która objęła przywództwo religijne w znaczącej amerykańskiej kongregacji.

## Późniejsza kariera
Po przejściu na emeryturę, Paula Ackerman pozostała aktywną działaczką w miejskich, stanowych i narodowych radach religijnych i kulturalnych. Podróżowała po Stanach Zjednoczonych i prowadziła wykłady na tematy związane z religią. W 1962 roku zgodziła się zostać duchową przywódczynią Temple Beth-El w swoim rodzinnym mieście.
W 1986 roku podczas specjalnej ceremonii, która miała miejsce w synagodze reformowanej w Atlancie, Związek Amerykańskich Kongregacji Hebrajskich formalnie uznał jej pionierski wkład w życie społeczności żydowskiej.
Paula Ackerman zmarła w Thomaston 12 stycznia 1989 roku.